# Steve Carney
Steve Carney (North Tyneside, 22 de septiembre de 1957 - ibídem, 6 de mayo de 2013) fue un futbolista profesional inglés que jugaba en la demarcación de Defensa.

## Biografía
Steve Carney debutó en 1977 con el Blyth Spartans AFC a los 20 años. Tras dos temporadas fichó por el Newcastle United FC por 1000 libras, debutando el 1 de diciembre de 1979 contra el Fulham FC en la Football League Second Division con un resultado final de 2-0 a favor del Newcastle. En 1985, un año después de ser cedido por el equipo al Carlisle United FC dejó el club para fichar por el Darlington FC. También jugó para el Rochdale AFC, Hartlepool United FC y Tow Law Town AFC, volviendo tras este último al club en el que debutó como jugador, llamado Blyth Spartans AFC dejando el fútbol finalmente.

## Clubes
| Club                        | País       | Año         |
| --------------------------- | ---------- | ----------- |
| Blyth Spartans AFC          | Inglaterra | 1977 - 1979 |
| Newcastle United FC         | Inglaterra | 1979 - 1985 |
| Carlisle United FC (cedido) | Inglaterra | 1985        |
| Newcastle United FC         | Inglaterra | 1985        |
| Darlington FC               | Inglaterra | 1985        |
| Rochdale AFC (cedido)       | Inglaterra | 1985 - 1986 |
| Darlington FC               | Inglaterra | 1986        |
| Hartlepool United FC        | Inglaterra | 1986 - 1987 |
| Tow Law Town AFC            | Inglaterra | 1987        |
| Blyth Spartans AFC          | Inglaterra | 1987 - 1989 |